# Yanahuara (Urubamba)
El centro poblado de Yanahuara es una localidad peruana ubicada en el distrito de Urubamba, provincia de Urubamba, departamento del Cuzco.

## Historia
En la época prehispánica, lo que ahora es Yanahuara formaba parte del Imperio incaico.
Actualmente, su economía se basa en la agricultura, la ganadería y el turismo.

## Turismo

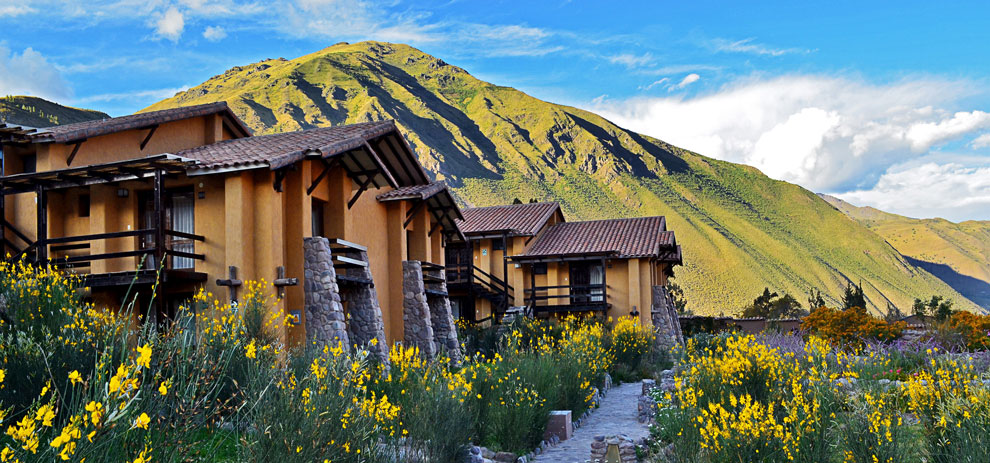
Hotel Inkallpa

El turismo aumentó gradualmente en la zona desde que Machu Picchu se conociera y se convirtiera en una de las siete maravillas del mundo moderno, pues el centro poblado se encuentra entre la capital de la provincia de Urubamba y Ollantaytambo que son dos paradas en la ruta que lleva a la ciudad perdida de los incas.